# シマウマ
シマウマ（縞馬、斑馬）は、哺乳綱奇蹄目ウマ科ウマ属（Equus）のうち、白黒の縞模様を持つ系統である。
数種（現代的な分類では3種）からなり、それらは単系統であるシマウマ亜属（Hippotigris）をなす。和名はシマ「ウマ」だが、ウマよりロバの系統と近縁である。

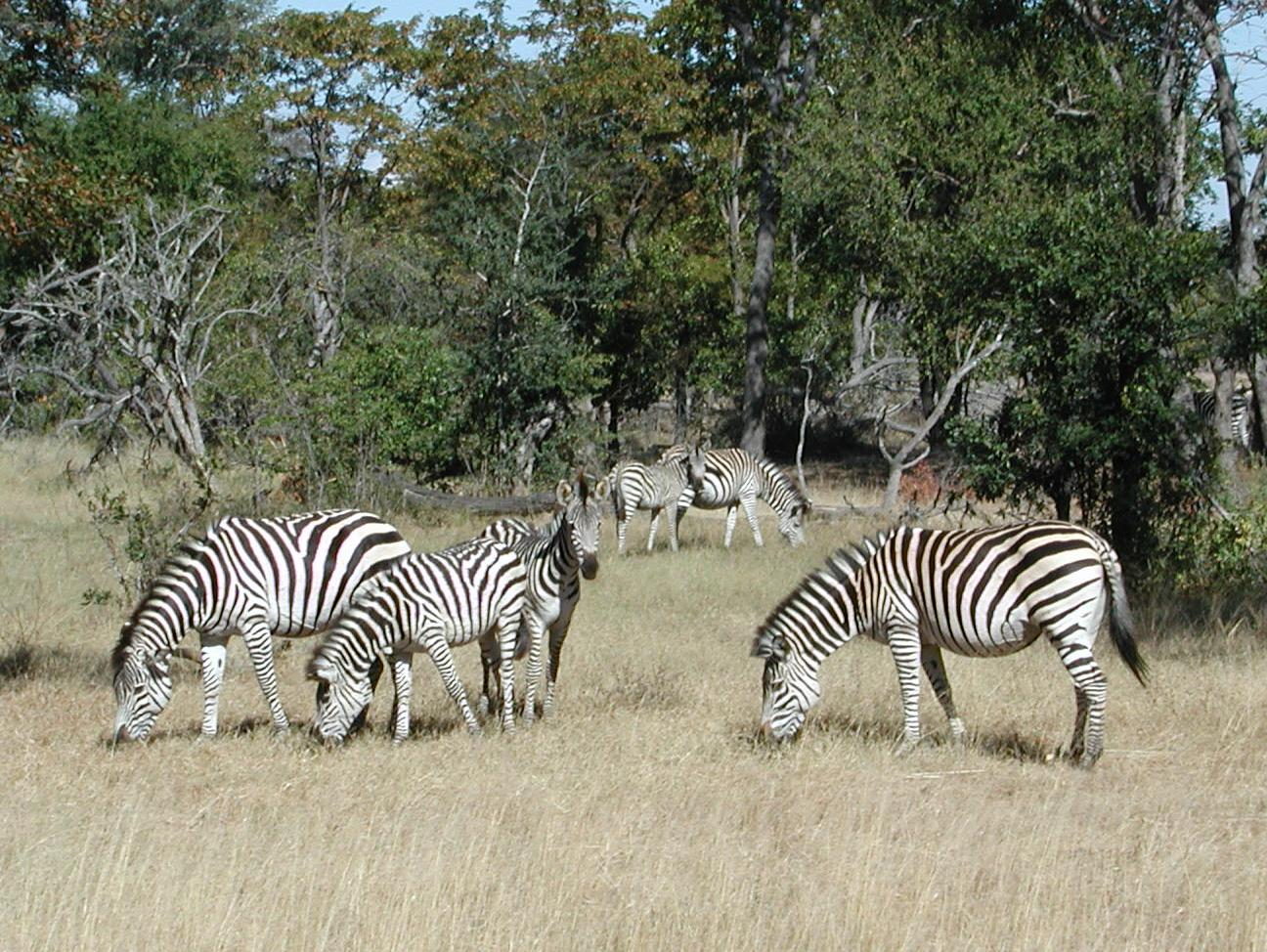
草を食べるシマウマの群れ（ナミビア）

## 特徴

### 形態

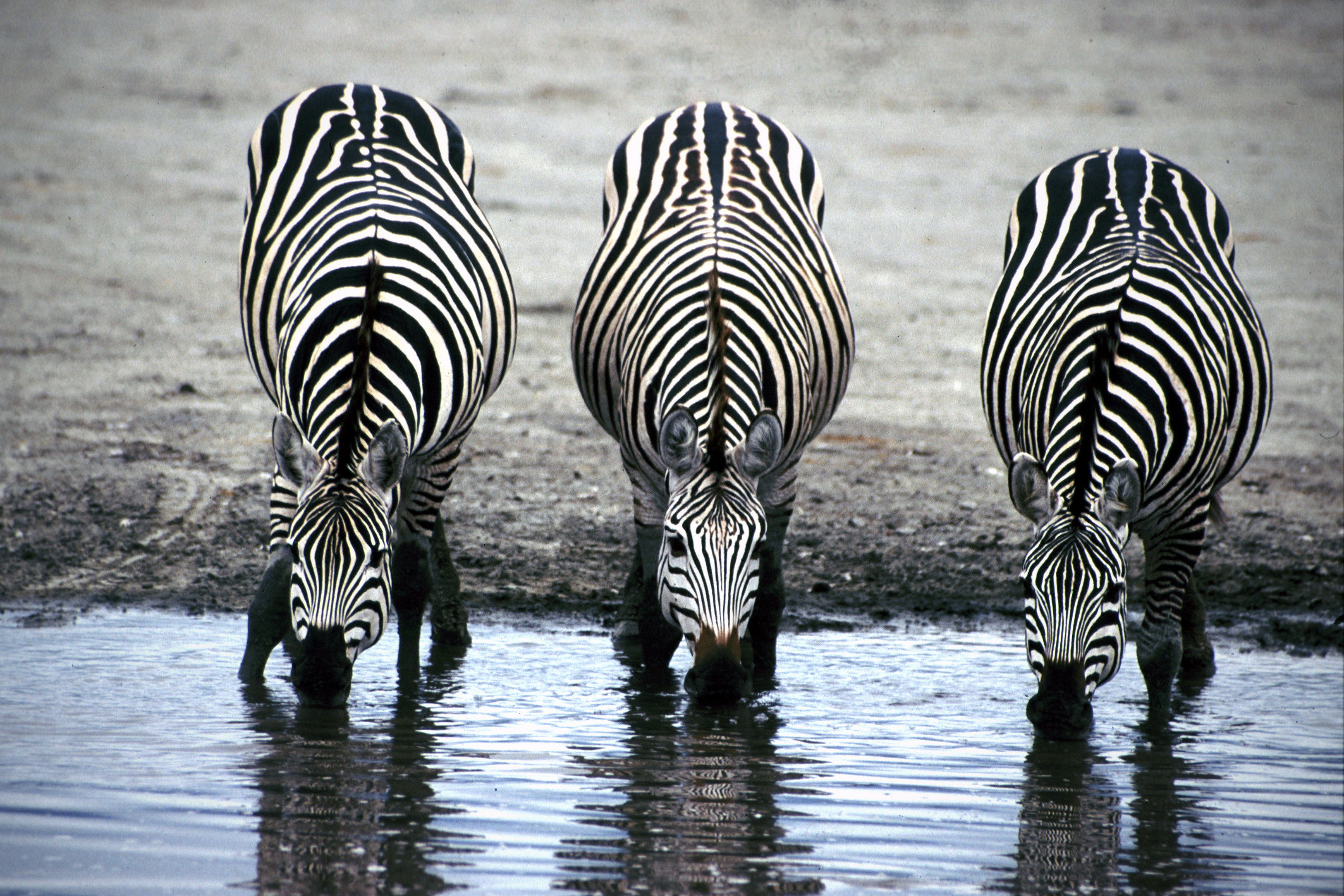
水を飲むシマウマ

シマウマの最大の外見的特徴は、黒と白の縞模様（黒の地毛に白の縞模様）である。大きな耳、先端がふさ状になった尾など、その姿は野生のロバとよく似ており、グレビーシマウマの鳴き声はロバに近い。ゆえに「縞模様のロバ」と呼ぶ言語もある。

### 生態
概して草を食す植物食である。

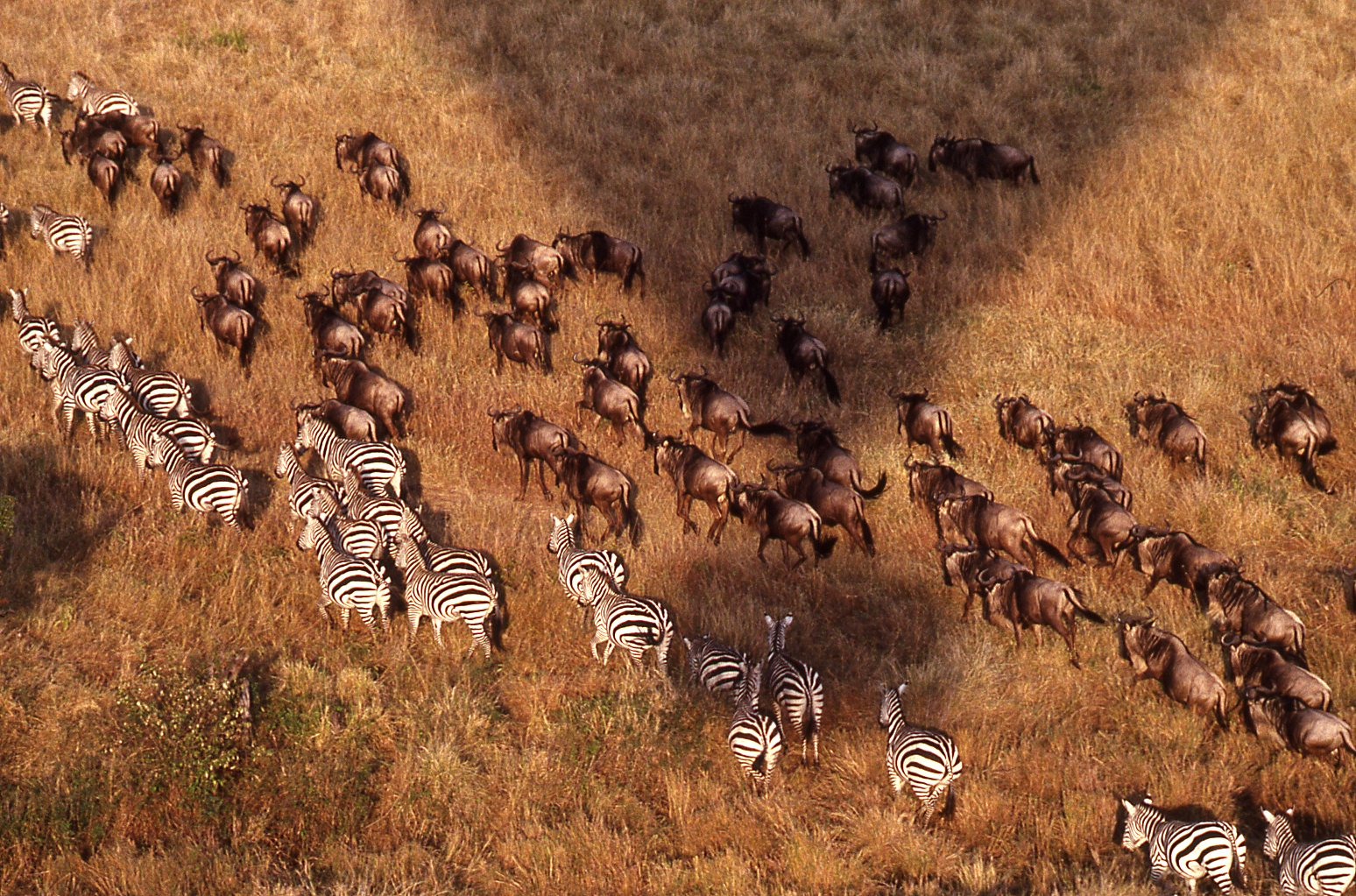
ヌーと混群をなすサバンナシマウマ

ヌー、トムソンガゼル、トピなどのレイヨウ類、キリン、ダチョウなどと混群をなすことがある。
天敵はライオン、ブチハイエナ、リカオン、ナイルワニである。

## 分類と系統

### 系統
シマウマ3種の系統は以下のようになる。
|  | ヤマシマウマ Equus zebra                                                                        |
|  |                                                                                                 |
|  | \| \| サバンナシマウマ Equus quagga \| \| \| \| \| \| グレビーシマウマ Equus grevyi \| \| \| \| |
|  |                                                                                                 |
|  | サバンナシマウマ Equus quagga                                                                   |
|  |                                                                                                 |
|  | グレビーシマウマ Equus grevyi                                                                   |
|  |                                                                                                 |

|  | サバンナシマウマ Equus quagga |
|  |                               |
|  | グレビーシマウマ Equus grevyi |
|  |                               |

|  | ヤマシマウマ Equus zebra                                                                        |
|  |                                                                                                 |
|  | \| \| サバンナシマウマ Equus quagga \| \| \| \| \| \| グレビーシマウマ Equus grevyi \| \| \| \| |
|  |                                                                                                 |
|  | サバンナシマウマ Equus quagga                                                                   |
|  |                                                                                                 |
|  | グレビーシマウマ Equus grevyi                                                                   |
|  |                                                                                                 |

|  | サバンナシマウマ Equus quagga |
|  |                               |
|  | グレビーシマウマ Equus grevyi |
|  |                               |

|  | ヤマシマウマ Equus zebra                                                                        |
|  |                                                                                                 |
|  | \| \| サバンナシマウマ Equus quagga \| \| \| \| \| \| グレビーシマウマ Equus grevyi \| \| \| \| |
|  |                                                                                                 |
|  | サバンナシマウマ Equus quagga                                                                   |
|  |                                                                                                 |
|  | グレビーシマウマ Equus grevyi                                                                   |
|  |                                                                                                 |

|  | サバンナシマウマ Equus quagga |
|  |                               |
|  | グレビーシマウマ Equus grevyi |
|  |                               |

|  | ヤマシマウマ Equus zebra                                                                        |
|  |                                                                                                 |
|  | \| \| サバンナシマウマ Equus quagga \| \| \| \| \| \| グレビーシマウマ Equus grevyi \| \| \| \| |
|  |                                                                                                 |
|  | サバンナシマウマ Equus quagga                                                                   |
|  |                                                                                                 |
|  | グレビーシマウマ Equus grevyi                                                                   |
|  |                                                                                                 |

|  | サバンナシマウマ Equus quagga |
|  |                               |
|  | グレビーシマウマ Equus grevyi |
|  |                               |

ウマ属の亜属分類では、グレビーシマウマを Dolichohippus 亜属、他の2種を Hippotigris 亜属に分類するが、実際はグレビーシマウマとサバンナシマウマが近縁であり、亜属分類は系統的ではない。
系統が近いウマやロバと交雑することがある（詳細はゼブロイドの項を参照のこと）。

### 種・亜種
- グレビーシマウマ Equus grevyi

最大のシマウマ。ケニア北部からエチオピア、ソマリアにかけて生息している。他のシマウマに比べ、細かい縞がたくさんある。
- サバンナシマウマ Equus quagga

アフリカ東部のサバンナに棲息。以下の亜種に分かれる。かつてはクアッガは他のサバンナシマウマと別種とされており、サバンナシマウマの種名は Equus burchelli だった。
- †クアッガ Equus quagga quagga

近代の絶滅種。頭部、首および肩だけに縞のあるシマウマだったが、乱獲により1880年頃に野生では絶滅した。アムステルダム動物園で飼育されていた最後の一頭も1883年に死亡し、剥製でしかその姿を見ることはできない。
- バーチェルサバンナシマウマ Equus quagga burchellii: 1918年に絶滅したと考えられていたが、2004年に再発見された。
- グラントシマウマ Equus quagga boehmi
- セルーシマウマ Equus quagga borensis
- チャップマンシマウマ Equus quagga chapmani
- クロウシェイズシマウマ Equus quagga crawshayi

- ヤマシマウマ Equus zebra

アフリカ南部に棲息。以下の亜種に分かれる。2004年、ケープヤマシマウマとハートマンヤマシマウマを別種とする説がグローヴズとベルにより提唱されたが、分子系統では否定された。
- ケープヤマシマウマ Equus zebra zebra

シマウマの中では最も小型の亜種。南アフリカの山地に生息している。腰から尾にかけてハシゴ状の縞模様がある。
- ハートマンヤマシマウマ Equus zebra hartmannae

### 各種の写真

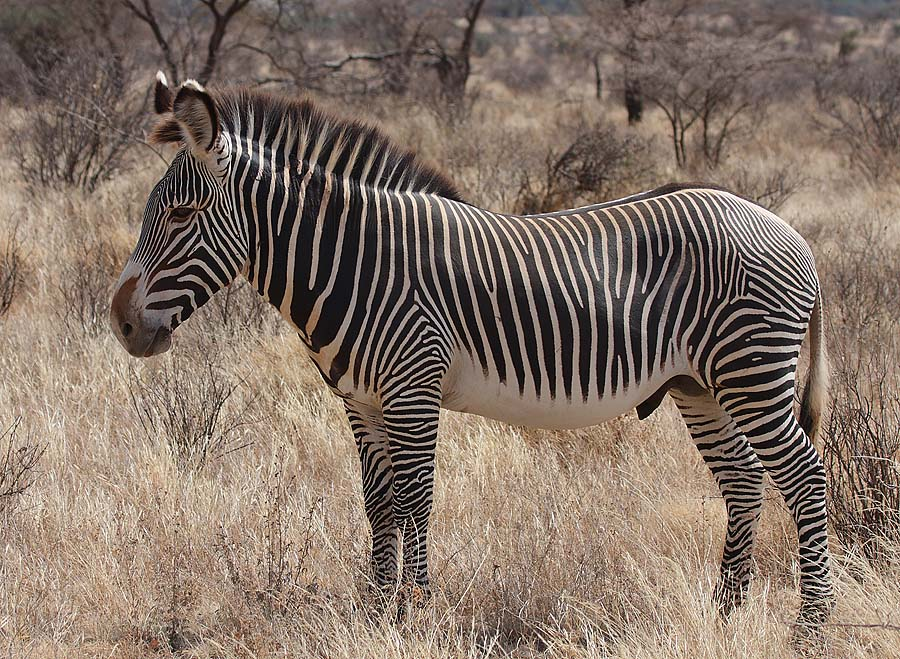
グレビーシマウマ
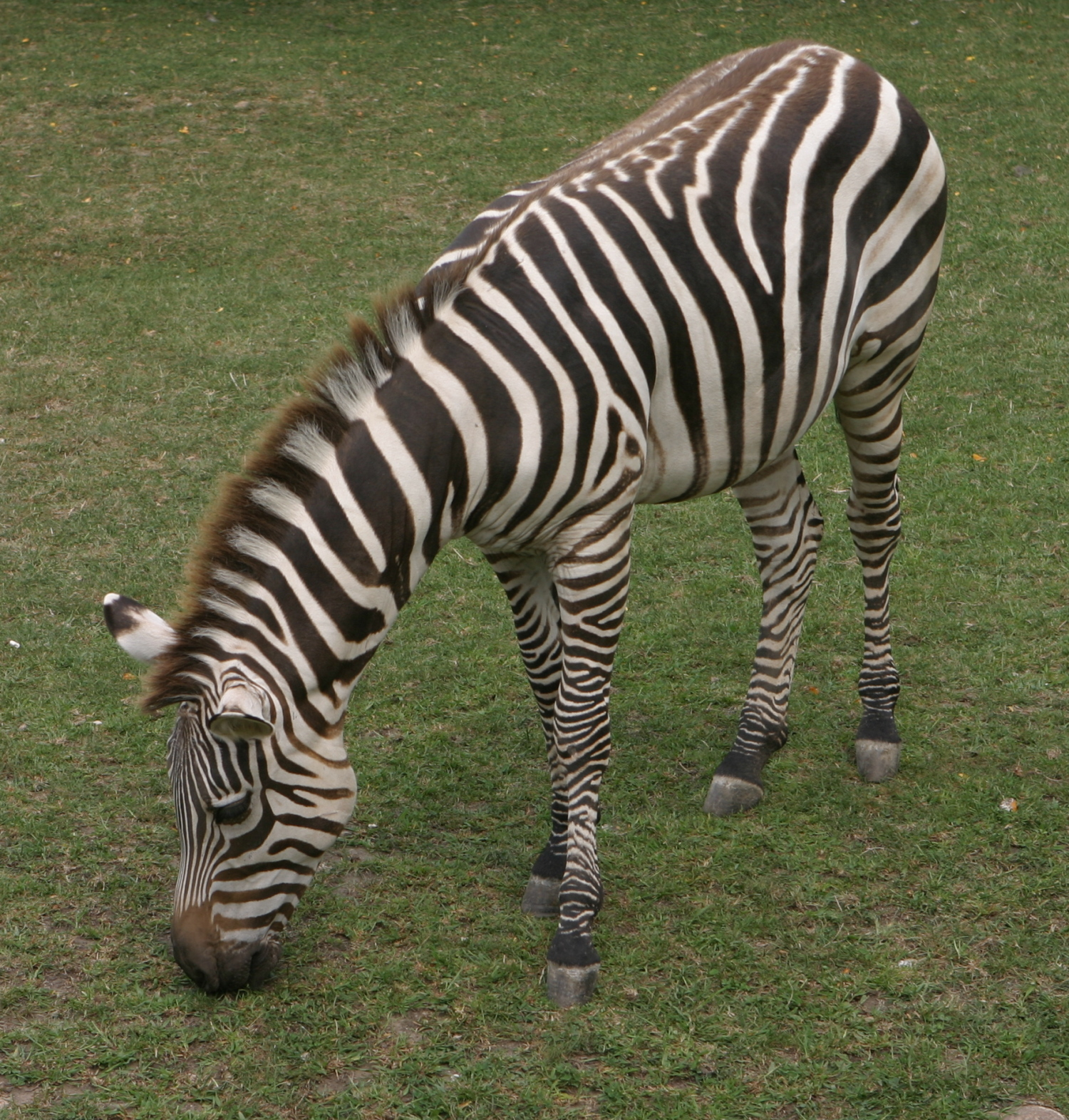
サバンナシマウマ（グラントシマウマ）
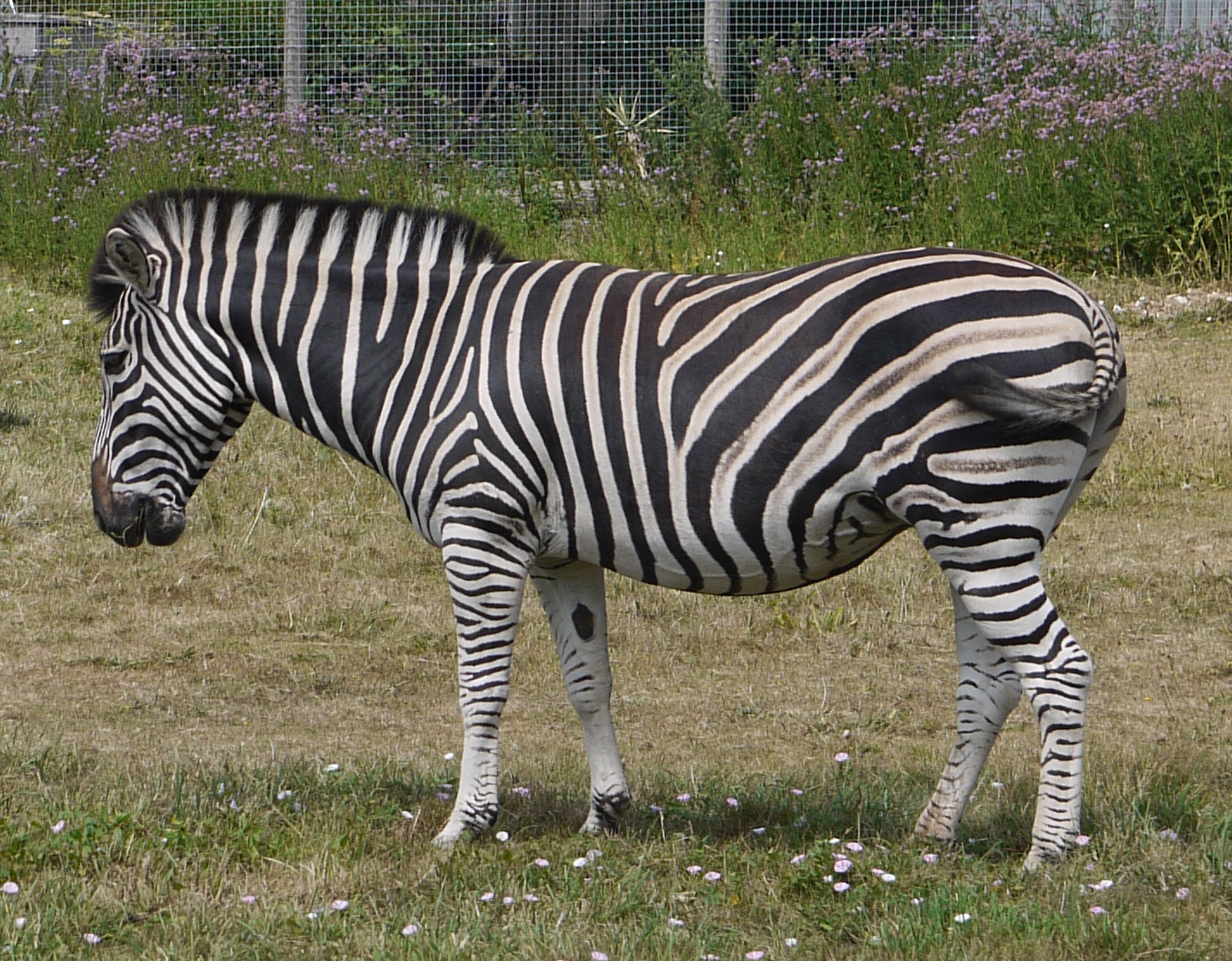
サバンナシマウマ（チャップマンシマウマ）
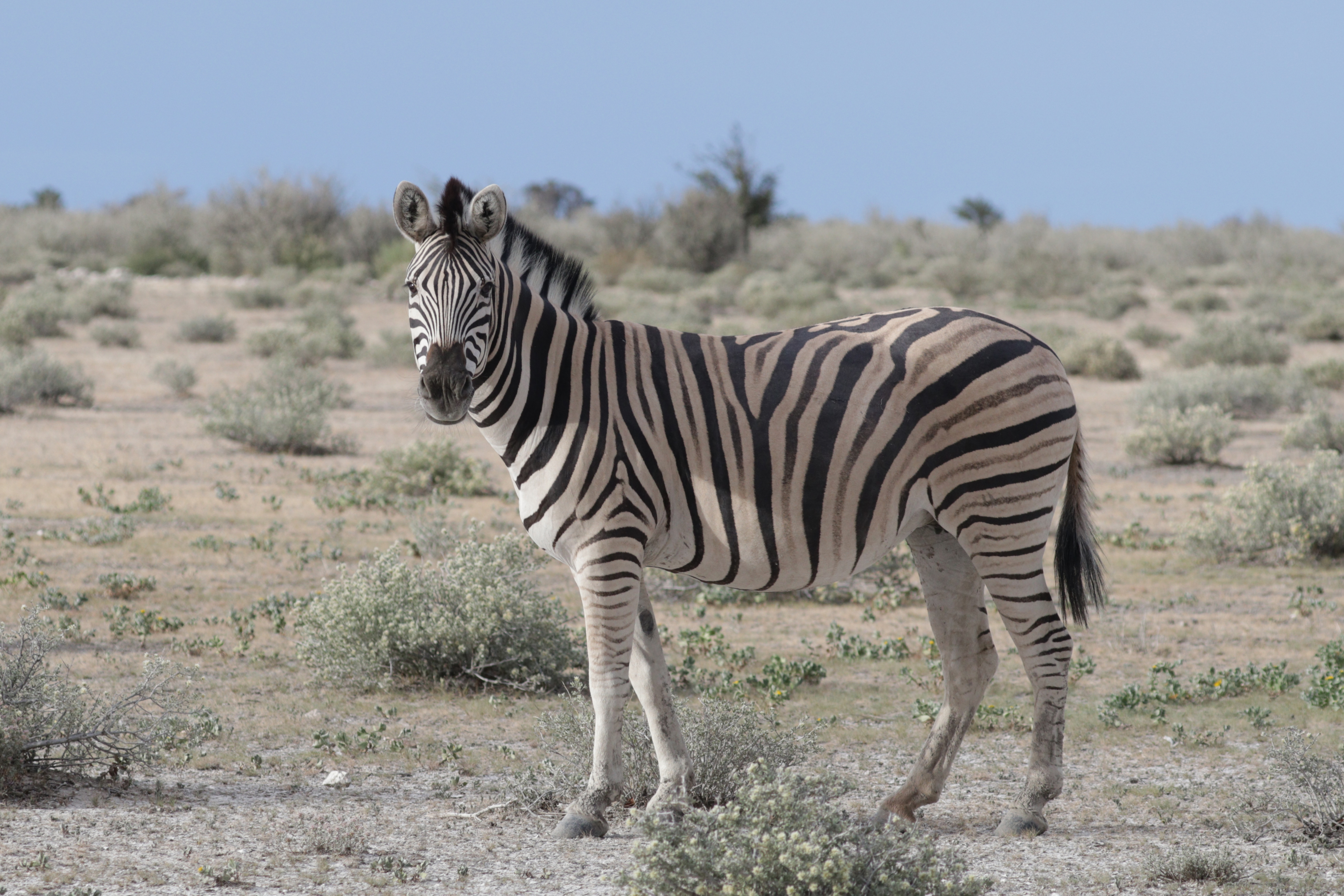
サバンナシマウマ（バーチェルサバンナシマウマ）
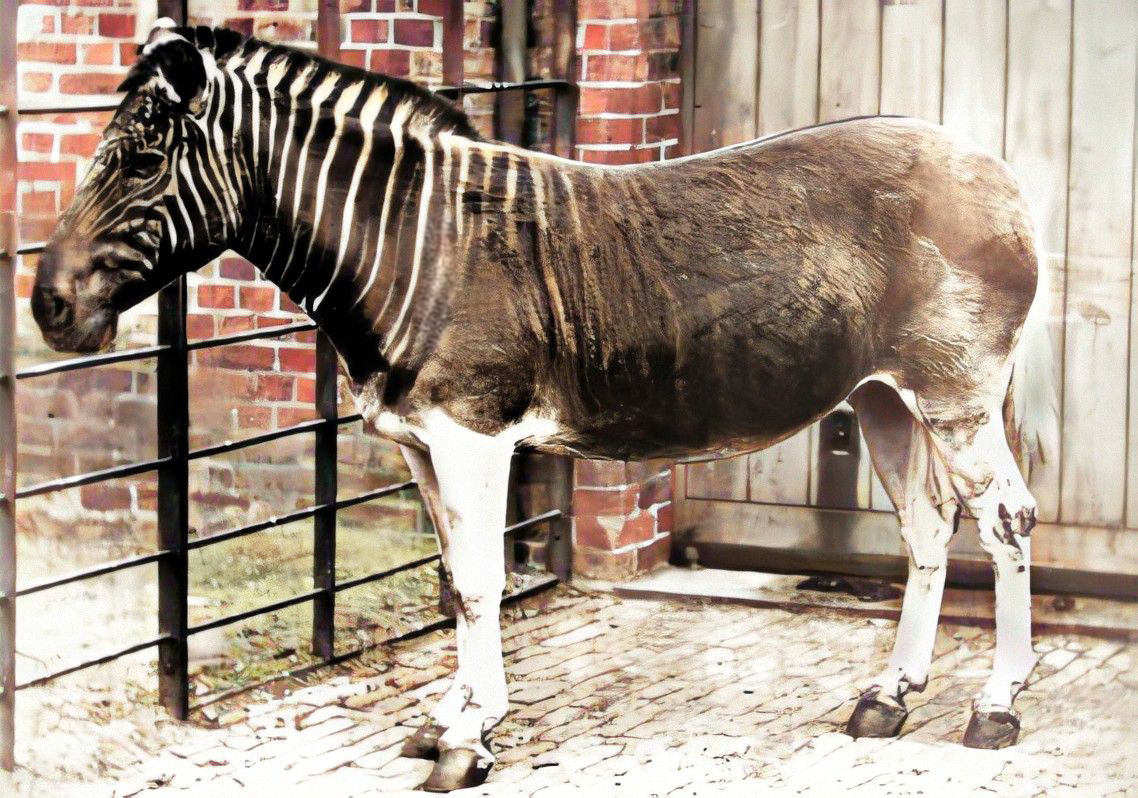
サバンナシマウマ（クアッガ）
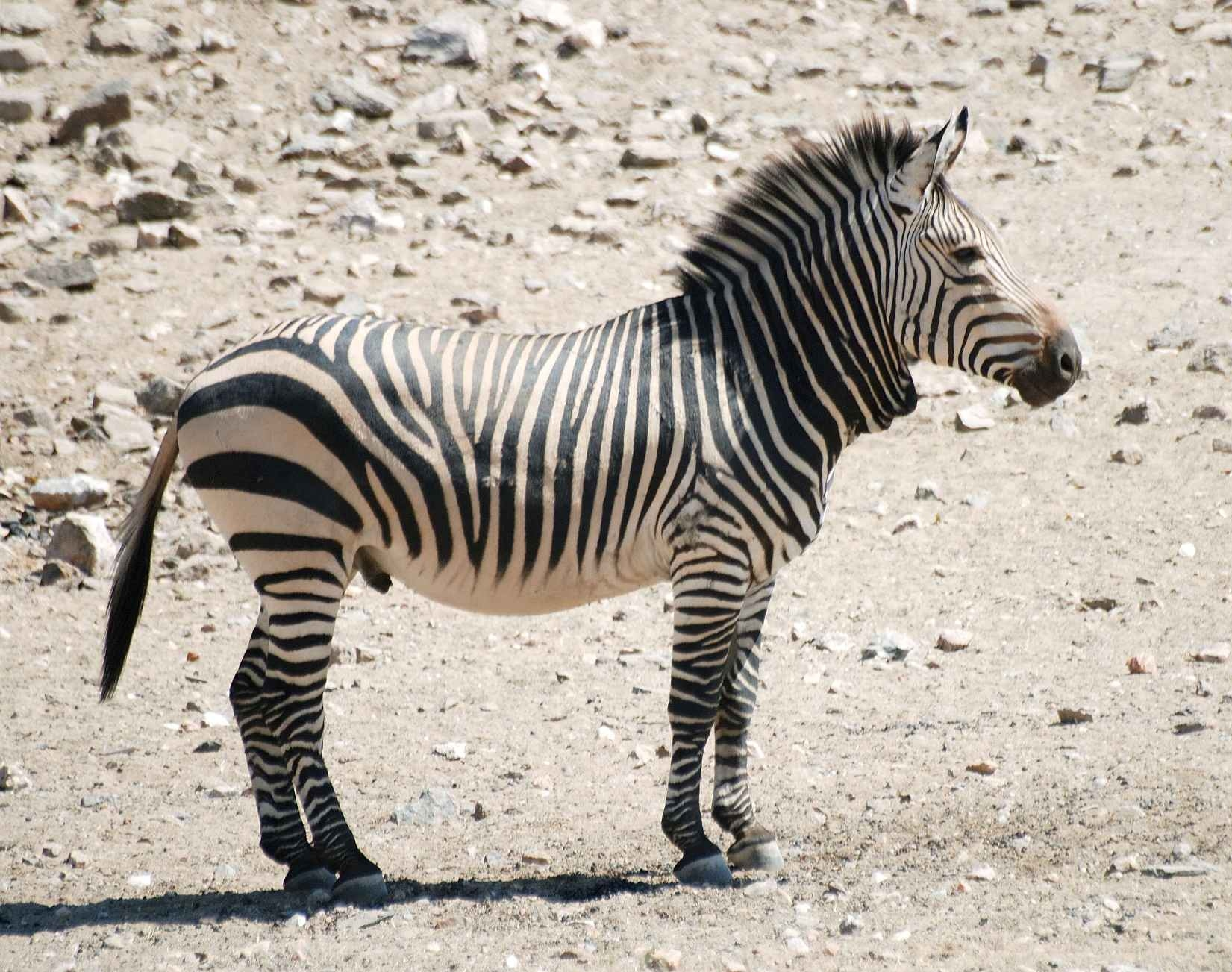
ヤマシマウマ（ハートマンヤマシマウマ）

## 縞模様の効果についての研究

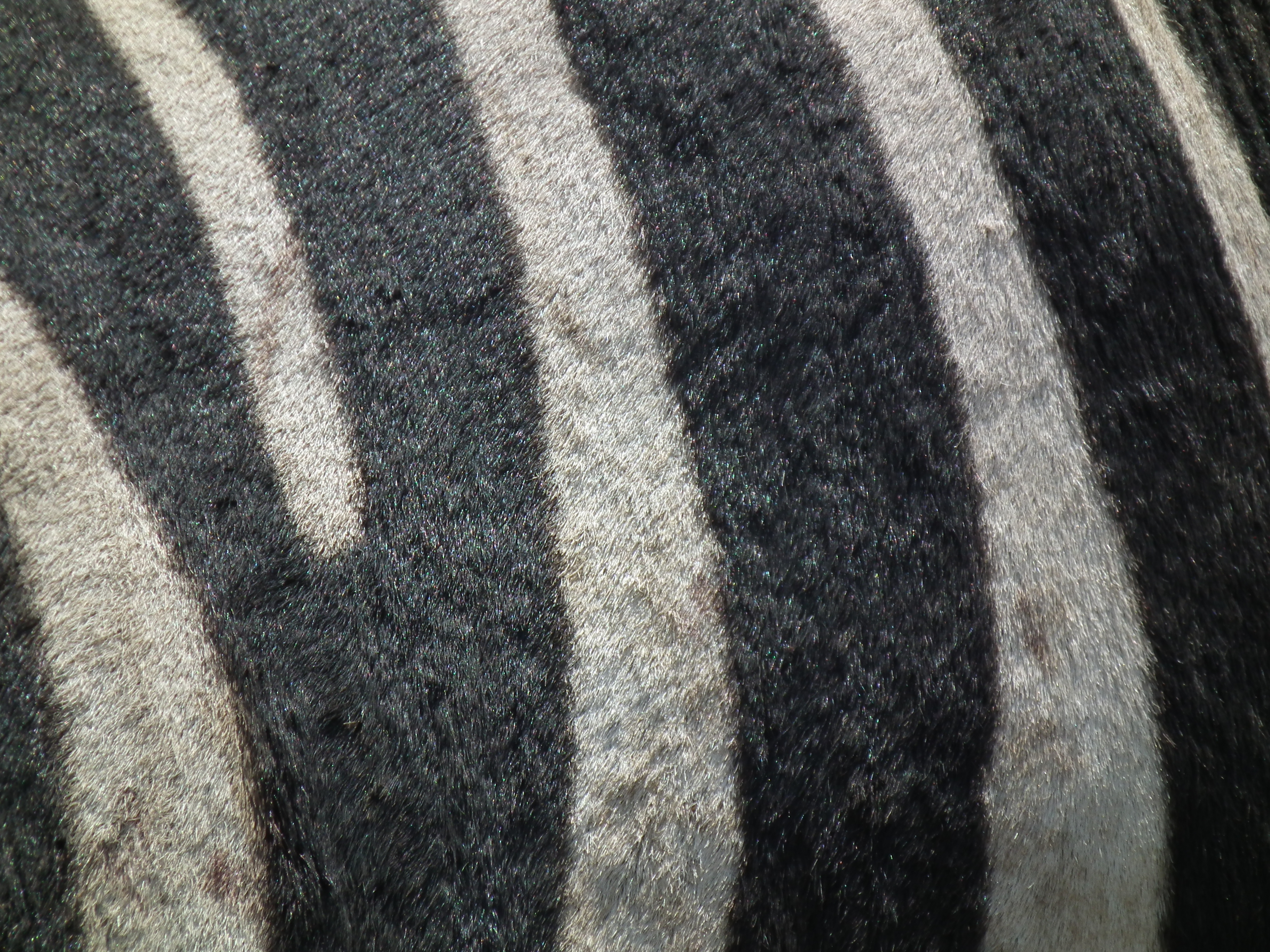
サバンナシマウマの縞模様の拡大画像

シマウマの縞模様の効果は、捕食者が狩りの獲物とする個体を識別しにくくすることといわれてきた。これは、霊長類以外の哺乳類は色の識別能力が低いことと関連している。つまり、シマウマの白黒の模様は、霊長類以外の哺乳類が遠くから見た場合には草原の模様に埋もれ判別しにくいとされる。また、縞模様は身体の部位ごとに向きが異なり、群れをなすと各個体の縞模様が混ざって視覚的に同化してしまう。しかしMelinらの研究により、天敵の大型肉食獣は人間ほど縞の認識ができておらず、このため同じところに暮らす他種の植物食動物の単一の色の被毛に対して、縞模様が特に天敵を混乱させることに優位ではないということが判明した。他にも説があり、日よけや草食動物のため群れている方が被害が少なく、仲間同士で群れを見つけるのに役立っているとも言われている。
シマウマなど縞模様を持つ生物は、体表面で温度差を形成して微細な空気の流れを生じさせ体温調節に役立てているとする研究がある。しかしNHKの『ダーウィンが来た! 〜生きもの新伝説〜』の2017年(平成29年)10月1日放送で、独自にこの説の真偽を実際の生息環境で検証したところ、黒縞の部分は温度が大きく上がり、白縞の部分も黒縞よりは低いが温度が上昇し、低下を見せたのは温度差が生む風でなく自然の風が吹いたときだけということが判明した。
2014年には、カリフォルニア大学デービス校のティム・カロ（Tim Caro）博士らの研究チームが、シマウマの縞模様は、吸血性のハエの仲間が媒介する伝染病から身を守るためである可能性が高いとの研究成果を発表した。カロらの研究チームは、ウマ科の動物から吸血し、その際に睡眠病を媒介するツェツェバエなどの吸血性ハエの仲間とシマウマの生息域は地理的に重複し、またシマウマの体毛は極端に短く吸血が容易であるにもかかわらず、ツェツェバエの体内からシマウマの血液がほとんど検出されないこと、ツェツェバエは色彩が均一な面を好んで着地しシマウマのような模様のある面は避ける傾向にあることが実験により確認されたこと等により、吸血性ハエの被害からの防御と縞模様との関係は「きわめて高い」と結論づけた。縞模様はアブにも効果があることが確認されている。
模様の無いウマやウシの体表に縞模様を施すことでも効果を発揮することが判明している。日本の山形県では2021年に肉牛の体表を白黒の縞模様に塗ったところ、アブをはらう動作が減ったことが確認された。ブリストル大学の研究チームがウマの胴体に縞模様のコートをかけたところ、アブが着地する回数が減ったことが確認された。この実験では様々な柄で実験が行われたが、白黒のチェックと正方形のランダムに並べた柄が効果的だったという。

## 家畜化の試み

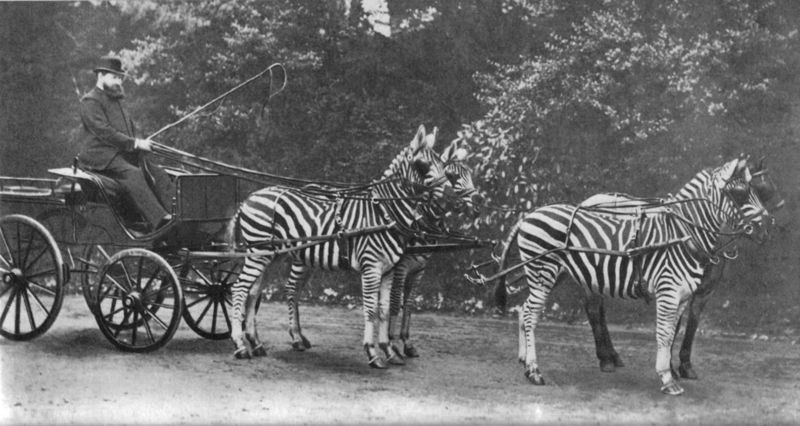
シマウマの馬車に乗る第2代ロスチャイルド男爵ウォルター・ロスチャイルド（1895年）

シマウマは加齢に伴い気性が荒くなる。また人間になつくことはほとんど無く、騎乗や運搬用に馴致することが困難である。
シマウマの家畜化は、特にヨーロッパ人がアフリカ植民地化統治していた19世紀から、たびたび試みられた。ヨーロッパ人の持ち込んだウマは、アフリカでは病気にかかってばかりいた。特にツェツェバエに刺されて眠り病にかかることが多く、使い物にならなかった。そのため、眠り病にほとんどかからない現地のシマウマが注目されたのである。
しかし、成功した例は少なかった。シマウマは気性が荒くて警戒心が強く、人間に懐かなかった。この強い警戒心を持つようになった理由として「アフリカでは古くからシマウマは食料として狩りの対象であったため、シマウマが人に対して強い警戒心を持った」あるいは「アフリカではライオンやハイエナなどの強力な肉食獣が多く、身を守るために攻撃的な性質を獲得した」との説もあるが、はっきりしない。
また、シマウマの体は、ウマと比べて小柄で、さらに背の骨格も貧弱なため、人が乗ったり、重い荷物を運ばせたりするのは難しい。このため、家畜化できたとしても、ウマと比べて利点が少ない。時代が進み、ウマすらも自動車に取って代わられる時代が訪れると、シマウマを家畜化する試みは、一部の研究者を除いて、試されなくなった。

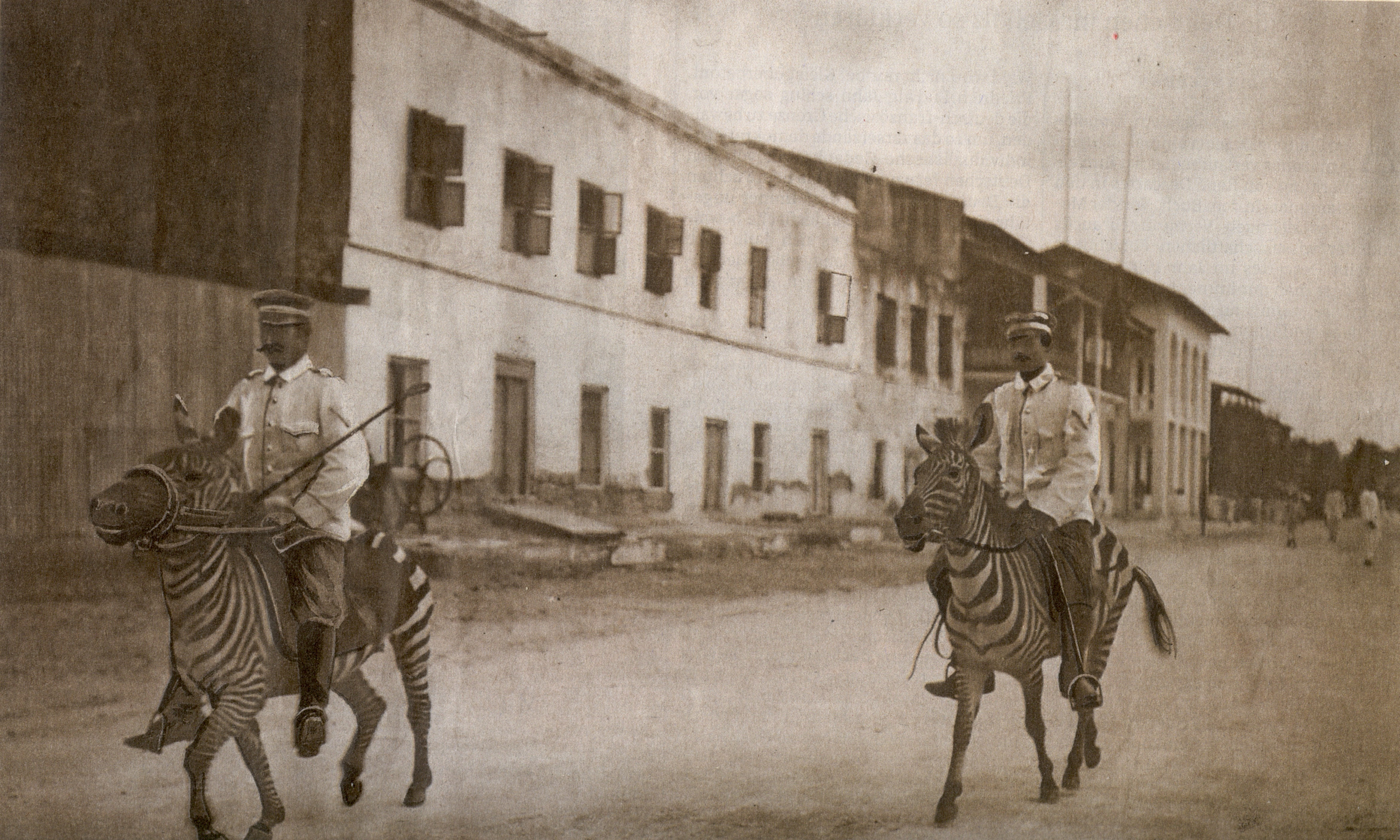
シマウマに乗りパトロールするドイツ領東アフリカの植民地軍（1911年）
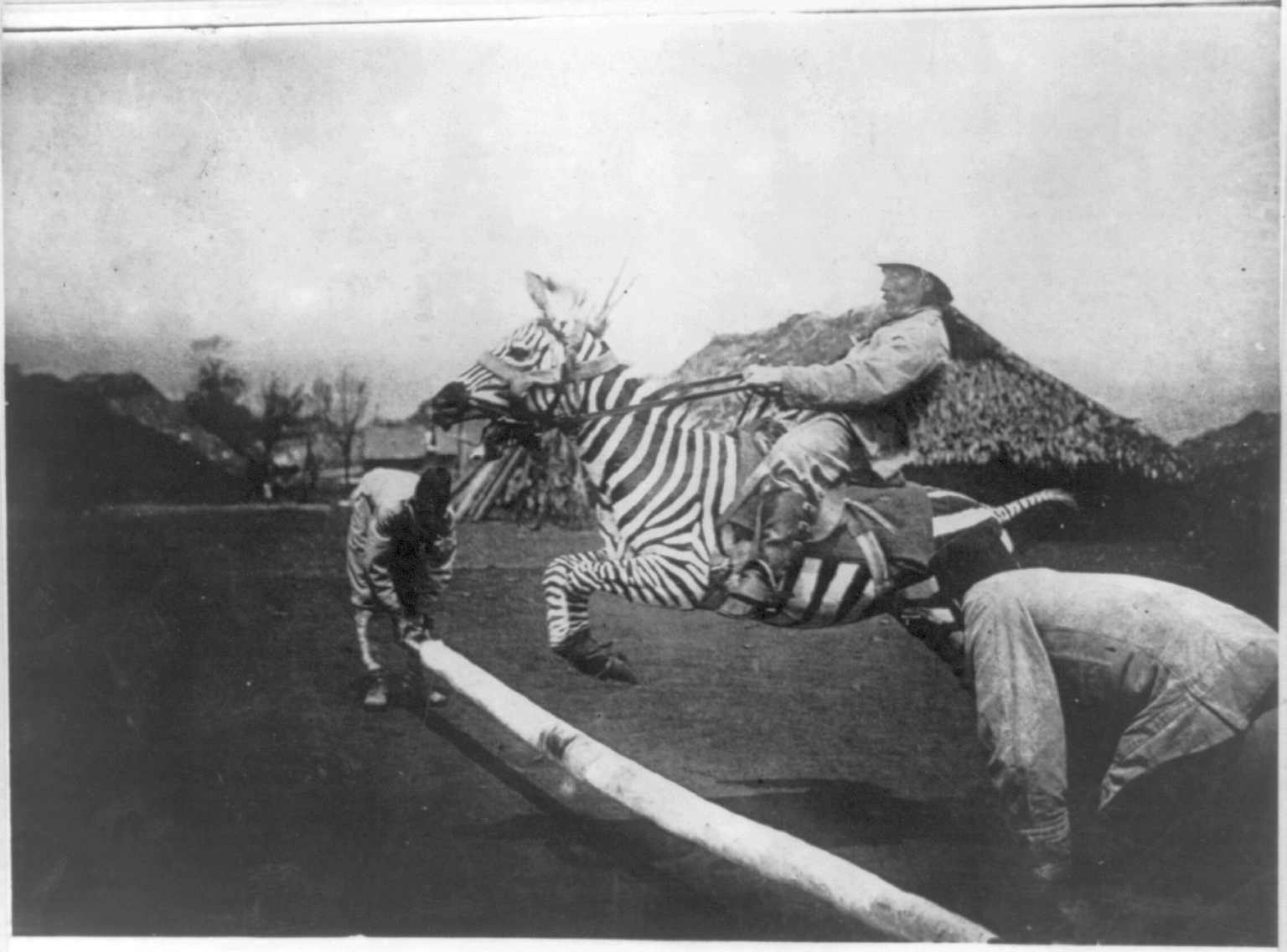
シマウマによる馬術の披露（1900年）

## シマウマの文化
献上品

ボツワナの国章

日本に初めて上陸したシマウマは、1675年にアルメニア人商人のホジャ・ムラードが「エチオピア諸王の大使」として天皇に贈った2頭である。
ゼブラゾーン
横断歩道や導流帯を、その縞模様から「ゼブラゾーン」と呼ぶことがある。ボールペンなどを製造するゼブラでは、コマーシャルで「ゼブラゾーンを渡りましょう」という台詞を流していたことがある。
シマウマをテーマとした作品
- NHK教育『おかあさんといっしょ』では、シマウマを題材とした『しまうまグルグル』（作詞：遠藤幸三 作曲：乾裕樹）という童謡が放送された。この曲を録音した歌手：林アキラ、森みゆき、坂田おさむほか
- 牧場で拾われたシマウマが、競走馬として走ることを夢見るアニメーション映画『レーシング・ストライプス』（2005年、日本での配給：松竹・ギャガ・ヒューマックス）がある。
- ボツワナの国章には、シマウマが描かれている。
- キン肉マンに登場するキン肉マンゼブラはシマウマがモデルとされている。

言葉
- ゼブラ (医学)（英語版） - アメリカの医療現場で使われる業界用語。一般的な病気の症状に対して、それと似たような稀な病気を診断してしまうこと。